# Borkowice (gmina)
Borkowice – gmina wiejska w województwie mazowieckim, w powiecie przysuskim. W latach 1975–1998 gmina położona była w województwie radomskim.
Siedziba gminy to Borkowice.
Według danych z 30 czerwca 2004 gminę zamieszkiwały 4683 osoby. Natomiast według danych z  31 grudnia 2019 roku gminę zamieszkiwało 4261 osób.

## Struktura powierzchni
Według danych z roku 2002 gmina Borkowice ma obszar ok. 86,06 km², w tym:
- użytki rolne: 57%
- użytki leśne: 37%

Gmina stanowi 10,75% powierzchni powiatu.

## Demografia

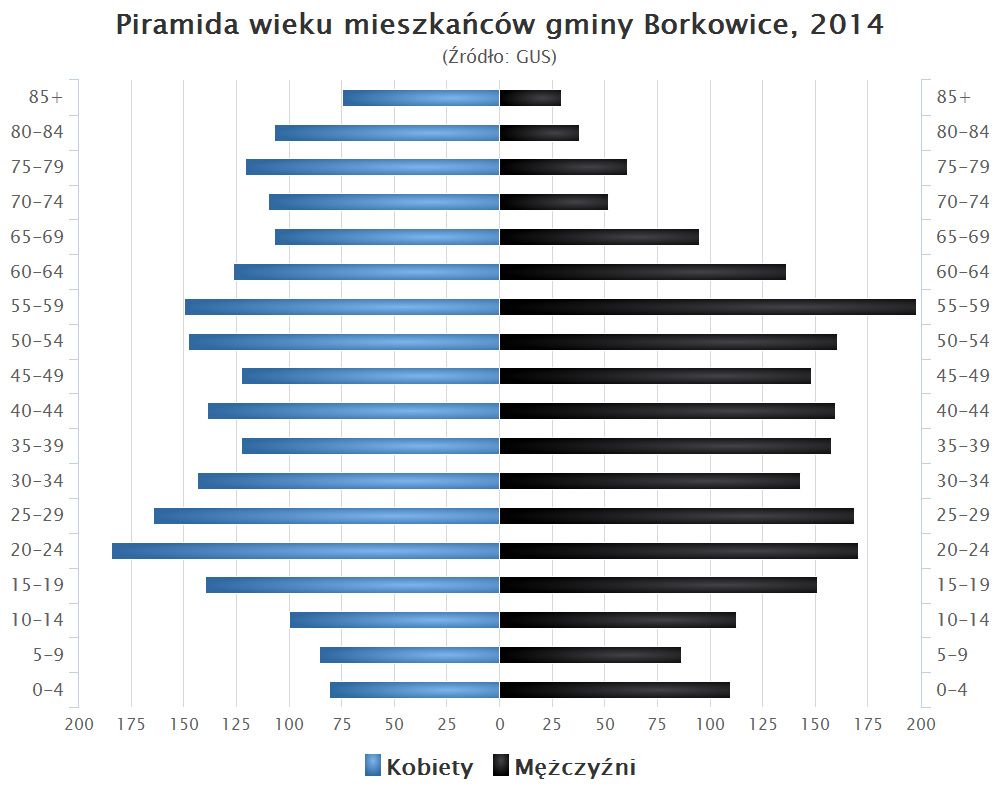
Piramida wieku mieszkańców gminy Borkowice w 2014 roku

Dane z 30 czerwca 2004:
| Opis                              | Ogółem | Ogółem | Kobiety | Kobiety | Mężczyźni | Mężczyźni |
| --------------------------------- | ------ | ------ | ------- | ------- | --------- | --------- |
| jednostka                         | osób   | %      | osób    | %       | osób      | %         |
| populacja                         | 4683   | 100    | 2324    | 49,6    | 2359      | 50,4      |
| gęstość zaludnienia (mieszk./km²) | 54,4   | 54,4   | 27      | 27      | 27,4      | 27,4      |

## Sołectwa
Bolęcin, Borkowice, Bryzgów, Kochanów, Ninków, Niska Jabłonica, Politów, Radestów, Rudno, Rusinów, Ruszkowice, Rzuców, Smagów, Wola Kuraszowa, Wymysłów, Zdonków.

## Sąsiednie gminy
Chlewiska, Przysucha, Wieniawa